# 默青
默青是德国巴伐利亚州的一个市镇。总面积36.17平方公里，总人口1731人，其中男性898人，女性833人（2011年12月31日），人口密度48人/平方公里。